# Верхній Рогачик
Ве́рхній Рога́чик — селище в Україні, центр Верхньорогачицької селищної громади Каховського району Херсонської області. Колишній районний центр Верхньорогачицького району Херсонської області.

## Історія
Селище міського типу Верхній Рогачик (колишня паралельна назва — Казенне) засноване на початку ХІХ ст.
Перша письмова згадка про переселення на ці території селян з Полтавської та Чернігівської губернії відноситься до 1806 року.
Верхньорогачицький район належить до тих районів, територією якого не раз прокочувалися різні племена, котрі залишили після себе пам'ятні сліди, про що свідчать численні пам'ятки (за результатами проведеної у травні 2005 року відділом культури і туризму районної державної адміністрації за участю професійного археолога інвентаризації на території району знаходиться 220 курганів, взятих на державний облік).
На початку XIX століття Верхній Рогачик активно заселявся державними селянами та козаками з Полтавської і Чернігівської губерній. Переселенці отримували земельні наділи, звільнялися на 3 роки від податків та рекрутської повинності. Населення займалося переважно тваринництвом та землеробством. У другій половині XIX століття у Верхньому Рогачику виникли перші промислові підприємства. З 1865 року тут діяв цегельний завод; у 1886 році — був побудований горілчаний завод та працювали вже два цегельно-черепичних заводи, 120 повітряних і 5 газогенераторних млинів, 12 гончарень, кілька олійниць.
Станом на 1886 рік в селі, центрі Верхньо-Рогачицької волості, мешкало 9420 осіб, налічувалось 1557 дворів, існували 3 православні церкви, єврейський молитовний будинок, 2 школи, 7 лавок, 22 гончарні, горілчаний склад, ренський погріб, відбувався ярмарок 24 лютого та 9 жовтня, базар щопонеділка.
У 1929—1931 роках відбувся процес примусової колективізації
Під час Другої світової війни на фронтах воювало 789 мешканців Верхнього Рогачика, 396 із них загинуло; 350 молодих мешканців села було вивезено на примусові роботи до Німеччини. На території району діяв партизанський загін, який базувався в дніпровських плавнях біля села Ушкалка. Верхньорогачицький район був зайнятий радянськими військами 8 лютого 1944 року. В боях за район загинуло понад 4 тисячі воїнів, поранено близько 59 тисяч радянських солдатів і офіцерів.
У 1950 році була введена в дію нова дільнична лікарня на 50 місць, розпочалися заняття в 4 школах, працювали клуб, бібліотека, аптека. Цього ж року 14 артілей були об'єднані в 4 великі колгоспи.
У 1967 році Верхній Рогачик віднесений до категорії селищ міського типу, побудовано дво- та триповерхові приміщення шкіл, кінотеатр «Дружба», 2 будинки культури, універмаг, житлові будинки, телевізійний ретранслятор тощо.
Нинішні нащадки Верхньорогачицького району продовжують традиції попередніх поколінь. Вони відроджують народні промисли, які мають попит серед населення, звичаї і навички. Тут є можливості, як для пізнавальної роботи, так і для доброго відпочинку. Оазисом для цього є база відпочинку в Рогачицькій затоці Каховського водосховища.
24 лютого 2022 року селище тимчасово окуповане російськими військами під час російсько-української війни.

## Населення

### Мова
Розподіл населення за рідною мовою за даними перепису 2001 року:
| Мова            | Кількість | Відсоток |
| --------------- | --------- | -------- |
| українська      | 6437      | 94.82%   |
| російська       | 288       | 4.24%    |
| вірменська      | 36        | 0.53%    |
| білоруська      | 7         | 0.10%    |
| румунська       | 7         | 0.10%    |
| угорська        | 4         | 0.06%    |
| гагаузька       | 3         | 0.04%    |
| болгарська      | 1         | 0.01%    |
| німецька        | 1         | 0.01%    |
| інші/не вказали | 5         | 0.09%    |
| Усього          | 6789      | 100%     |

## Економіка
Основою економіки району є сільськогосподарське виробництво.

## ЗМІ
Виходить друком газета «Рідний край». Наклад видання: 1450 примірників.

## Пам'ятки
Біля селища є один з поховальних пам'ятників скіфської знаті — курган Верхній Рогачик.

## Уродженці
- Беркович Григорій Борисович (1905—1976) — український живописець і графік[5].
- Біжко Анатолій Вікторович (1995—2017) — старший солдат Збройних сил України, учасник російсько-української війни.
- Романов Сергій Миколайович (1978—2015) — солдат Збройних сил України, учасник російсько-української війни[6].
- Янько Федір Олексійович (народ. 1954 р.) — письменник, кіносценарист, журналіст.